# Didymoglossum godmanii
Didymoglossum godmanii är en hinnbräkenväxtart som först beskrevs av William Jackson Hooker och Bak., och fick sitt nu gällande namn av Ebihara och Dubuisson. Didymoglossum godmanii ingår i släktet Didymoglossum och familjen Hymenophyllaceae. Inga underarter finns listade.